# Chris Innes
Chris Innes (Broxburn, 13 luglio 1976) è un ex calciatore scozzese, di ruolo difensore.

## Carriera
Ha giocato nella prima divisione scozzese.

## Palmarès

### Club

#### Competizioni nazionali
- Scottish First Division: 1

Gretna: 2006-2007
- Scottish Second Division: 1

Gretna: 2005-2006